# Bolometro

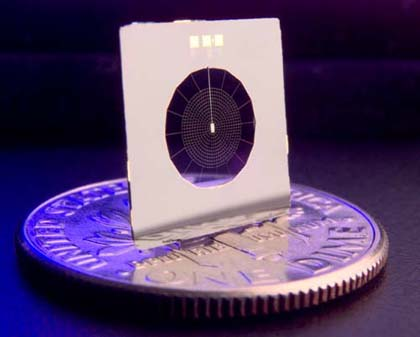
Bolometro a ragnatela per la misurazione della radiazione cosmica di fondo. NASA/JPL-Caltech.

Il bolometro (dal greco: βολόμετρον "bolometron", misuratore (-μετρον) di oggetti lanciati (βολο-)) è un dispositivo usato per misurare la potenza della radiazione elettromagnetica. Tale dispositivo converte l'energia incidente della radiazione elettromagnetica in energia interna dell'assorbitore. Quest'ultimo è (o è connesso a) un termometro: quindi la temperatura dell'assorbitore è proporzionale alla potenza incidente.

## Storia
Il primo bolometro fatto da Langley consisteva di due strisce sottili di acciaio, platino o palladio ricoperte con nerofumo.
Una striscia era esposta alla radiazione l'altra era coperta. Le strisce formavano due rami di un ponte di Wheatstone che era integrato con un galvanometro di elevata sensibilità ed alimentato con una batteria. La radiazione elettromagnetica incidendo sulla striscia esposta l'avrebbe scaldata e cambiata la sua resistenza. Nel 1880, il bolometro di Langley era così sensibile da riuscire a rivelare la radiazione infrarossa di una mucca a 400 m di distanza. Questo strumento gli ha permesso di rivelare termicamente nell'ampio spettro termico della luce solare le principali linee di Fraunhofer. Nikola Tesla chiese personalmente a Langley di poter usare il suo bolometro per gli esperimenti di trasmissione di potenza mediante onde elettromagnetiche che fece nel 1892. Grazie al bolometro, Tesla poté dimostrare la trasmissione tra West Point e il suo laboratorio.
Un bolometro può essere sensibile a differenze di temperature di appena 10 milionesimi di gradi Celsius (0.00001 C).

## Principio di funzionamento

Schema di principio di bolometro. Potenza, P, da una fonte viene assorbita dal bolometro e scalda una massa con una capacità termica, C, e temperatura, T. La massa è connessa a una riserva termica attraverso una conduttività termica, G. L'incremento della temperatura è ΔT = P/G. Il cambiamento di temperatura è letto con un termometro resistivo. La costante termica intrinseca è τ = C/G.

Un bolometro consiste di elemento assorbitore, come un sottile strato di metallo, connesso a una riserva termica (un corpo a temperatura costante) attraverso un collegamento termico. Il risultato è che ogni radiazione incidente sull'elemento assorbitore innalza la sua temperatura al di sopra di quella della riserva, maggiore è la potenza assorbita maggiore è l'innalzamento di temperatura. La costante di tempo termica intrinseca, che determina la velocità del dispositivo, è eguale al rapporto tra la capacità termica dell'assorbitore e la conduttività termica tra l'assorbitore e la riserva termica. Il cambiamento di temperatura può essere misurato direttamente con un termometro sull'assorbitore o la resistenza dell'assorbitore stesso può essere usata come termometro. I bolometri metallici lavorano normalmente senza raffreddamento. Sono costituiti da fogli sottili o film di metallo. La maggior parte dei bolometri usa semiconduttori o superconduttori come assorbitore piuttosto che metalli. Questi dispositivi possono lavorare a temperature criogeniche, questo permette di avere delle sensibilità maggiori.
I bolometri sono sensibili all'energia rilasciata sull'assorbitore, e per questa ragione possono essere usati non solo per rivelare particelle ionizzanti e non ionizzanti come i fotoni, ma ogni tipo di radiazione, anche per forme ancora sconosciute di energia. Questa mancanza di selettività in alcuni casi è un difetto. I bolometri più sensibili sono molto lenti, cioè è molto lungo il tempo che impiegano a ritornare all'equilibrio termico.

## Tipologie di bolometri
I rivelatori bolometrici differiscono nel modo in cui è misurata la variazione di temperatura.
I bolometri metallici a temperatura ambiente di Langley non sono più usati, molto più comuni sono quelli a semiconduttore a temperatura ambiente. Mentre a temperatura criogenica si preferiscono quelli superconduttori.
Nelle termopile viene utilizzato l'effetto termoelettrico per la lettura della temperatura. Per avere un segnale in tensione intenso in genere si pongono molte termocoppie in serie.
Nella cella di Golay, in cui la radiazione scalda un involucro gassoso con una sottile membrana, la temperatura viene misurata dalla deflessione di un minuscolo specchio.
Nei rivelatori piroelettrici l'aumento di temperatura determina una misurabile variazione della costante dielettrica relativa. Il materiale piroelettrico è contenuto all'interno di un condensatore alimentato a tensione costante che è quindi una sorgente di corrente proporzionale alla variazione di temperatura del materiale.
Bolometri al grafene estremamente veloci (i tempi di lettura di aggirano intorno ai picosecondi), sviluppati al MIT consentirebbero a tali dispositivi di essere operativi a temperatura ambiente.

### Microbolometri
Un microbolometro è un tipo particolare di bolometro usato come elemento di una termocamera. In tale applicazione è in costituito da una griglia di ossido di vanadio (oppure di silicio amorfo) che costituisce il sensore di calore sopra una griglia corrispondente di rivelatori al silicio. La radiazione infrarossa dello specifico range di lunghezza d'onda incide sull'ossido di Vanadio e quindi ne varia localmente sulla griglia la resistenza elettrica. Il rivelatore di silicio sottostante misura la variazione di resistenza e l'ampiezza di segnale viene convertita in una scala di colori su una griglia di pixel su uno schermo. Appare quindi una immagine a falsi colori che corrisponde alle temperature dei singoli microbolometri. Le griglie di microbolometri sono comunemente di tre possibili dimensioni: 
640×480, 320×240 o le più economiche 320×240 pixel. Nel futuro dovrebbero essere fabbricate termocamere con griglie di 1024×768 pixel.
Maggiore è il numero degli elementi della griglia maggiore è il campo visivo della telecamera.

### Bolometri a elettroni caldi
Il bolometro a elettroni caldi (HEB dall'inglese hot electron bolometer) funziona a temperature criogeniche tipicamente pochi gradi al di sopra dello zero assoluto. A queste temperature il gas di elettroni è debolmente accoppiato ai fononi. La radiazione incidente porta il gas di elettroni fuori dall'equilibrio termodinamico con i fononi creando un gas caldo di elettroni. I fononi in un metallo sono ben accoppiati ai fononi del substrato e costituiscono la riserva termica, mentre la capacità termica è del solo gas di elettroni. L'accoppiamento tra elettroni e fononi determina la conduttività termica.
Se la resistenza elettrica dell'assorbitore dipende dalla temperatura del gas di elettroni essa può essere utilizzata come termometro del gas di elettroni. Questo è vero nel caso dei semiconduttori e superconduttori, mentre nel caso dei metalli, poiché la resistenza a bassa temperatura è indipendente dalla temperatura, è necessario avere un termometro ausiliario per misurare la temperatura degli elettroni.

## Parametri principali
Vi sono vari parametri numerici utilizzati per caratterizzare i bolometri.

### Responsività
Il parametro responsività è definito dal rapporto tra segnale in uscita e potenza incidente sul bolometro viene spesso identificata con il simbolo {\displaystyle R}, nel caso in cui la risposta del rivelatore sia in tensione si ha che:
{\displaystyle R_{V}={\frac {V_{S}}{P_{o}}}}
Dove {\displaystyle V_{S}} è la tensione in uscita per una potenza incidente {\displaystyle P_{o}}. In genere la responsività dipende dalla frequenza {\displaystyle f}. Nel caso che la radiazione incidente sia quella di un corpo nero a temperatura {\displaystyle T} si definisce la responsività di corpo nero {\displaystyle R(T,f)}. Sebbene la responsività sia un parametro utile per capire il funzionamento di un rivelatore, non dice nulla sul minimo segnale rivelabile, che dipende dal rumore. Quindi non è possibile confrontare bolometri sulla base delle loro responsività.

### Potenza equivalente di rumore
In genere si utilizza il termine inglese Noise Equivalent Power con l'acronimo NEP, rappresenta la potenza incidente che produce un segnale eguale al rumore quadratico medio. Quindi se il segnale in uscita è in tensione e la tensione quadratica media di rumore vale
{\displaystyle V_{N}} si ha che:
{\displaystyle NEP(f)={\frac {V_{N}(f)}{R_{V}(f)}}}
In genere il rumore quadratico medio è definito per una banda passante di 1 Hz e quindi anche il NEP è definito per la stessa banda passante quindi le unità di misura del NEP sono W Hz-1/2. Le caratteristiche di un bolometro sono tanto migliori quanto più piccola è tale figura di merito.

### Detettività
In realtà nei bolometri la dimensione della superficie del rivelatore gioca un ruolo in quanto più grande è la superficie maggiore sarà potenza incidente. Quindi se la superficie del bolometro è {\displaystyle A_{B}}, la larghezza di banda del segnale {\displaystyle B} si definisce come detettività di un bolometro:
{\displaystyle D^{*}={\frac {(A_{B}B)^{1/2}}{NEP}}}
In genere si utilizza come unità di misura della superficie i cm2, quindi le unità di misura della detettività sono cm Hz1/2 W-1. Le caratteristiche di un bolometro sono tanto migliori quanto più grande è la detettività. La termodinamica pone dei limiti alla massima detettività in funzione della temperatura del bolometro.

## Applicazioni

### Astronomia
I bolometri possono essere utilizzati per misurare radiazioni a tutte le frequenze, ma per la maggior parte delle lunghezze d'onda
ci sono altri dispositivi che hanno una sensibilità maggiore. Nella regione submillimetrica dello spettro 
(da lunghezze d'onda da circa 30 µm a 300 µm detta anche lontano infrarosso o Terahertz), i bolometri sono i più sensibili rivelatori esistenti e quindi a queste lunghezze d'onda sono i dispositivi più utilizzati in astronomia. Per avere la sensibilità debbono essere raffreddati a temperature di frazioni di grado sopra lo zero assoluto (tipicamente tra 50 mK e 300 mK). Esempi di bolometri usati in astronomia submillimetrica sono l'Herschel Space Observatory, il James Clerk Maxwell Telescope, e il Stratospheric Observatory for Infrared Astronomy (SOFIA).

### Fisica delle particelle
Sono chiamati bolometri anche particolari sensori usati nella fisica delle particelle per rilevare altre forme di energia oltre alle onde elettromagnetiche. Il principio di funzionamento è simile a un calorimetro, uno strumento tipico della termodinamica. Nel gergo della fisica delle particelle però si chiama calorimetro
un rivelatore non criogenico che ha caratteristiche molto diverse dai bolometri. I bolometri 
vengono inoltre usati per studiare oltre alle normali particelle anche forme sconosciute di massa o energia, come la materia oscura.
Si tratta di strumenti molto lenti e che richiedono lunghe pause. Sono però molto sensibili.
Il loro uso nei rivelatori di particelle è ancora ad uno stadio sperimentale.

### Microonde
I bolometri possono essere utilizzati per misurare la potenza nelle frequenze delle microonde. In queste applicazioni, l'elemento resistivo è immerso nel campo a microonde da misurare. Una corrente di polarizzazione continua è applicata sulla resistenza per riscaldare con effetto Joule, in maniera che la resistenza sia adattata alla impedenza caratteristica della guida d'onda. Si toglie il campo a microonde, e la corrente continua si riduce riportando la resistenza del bolometro al suo valore in assenza di microonde. La variazione di potenza in corrente continua è dunque eguale alla potenza assorbita alle microonde. Per eliminare il rumore dovuto alla variazione di temperatura dell'ambiente, l'elemento attivo è insieme con un elemento identico non immerso nel campo a microonde su due rami di un ponte di Wheatstone; quindi essendo le variazioni di temperatura comuni ad entrambi gli elementi non influisce sulla accuratezza della misura. Il tempo medio di risposta del bolometro permette di fare accurate misure di sorgenti impulsate.